# Mỏ sừng đất Abyssinia

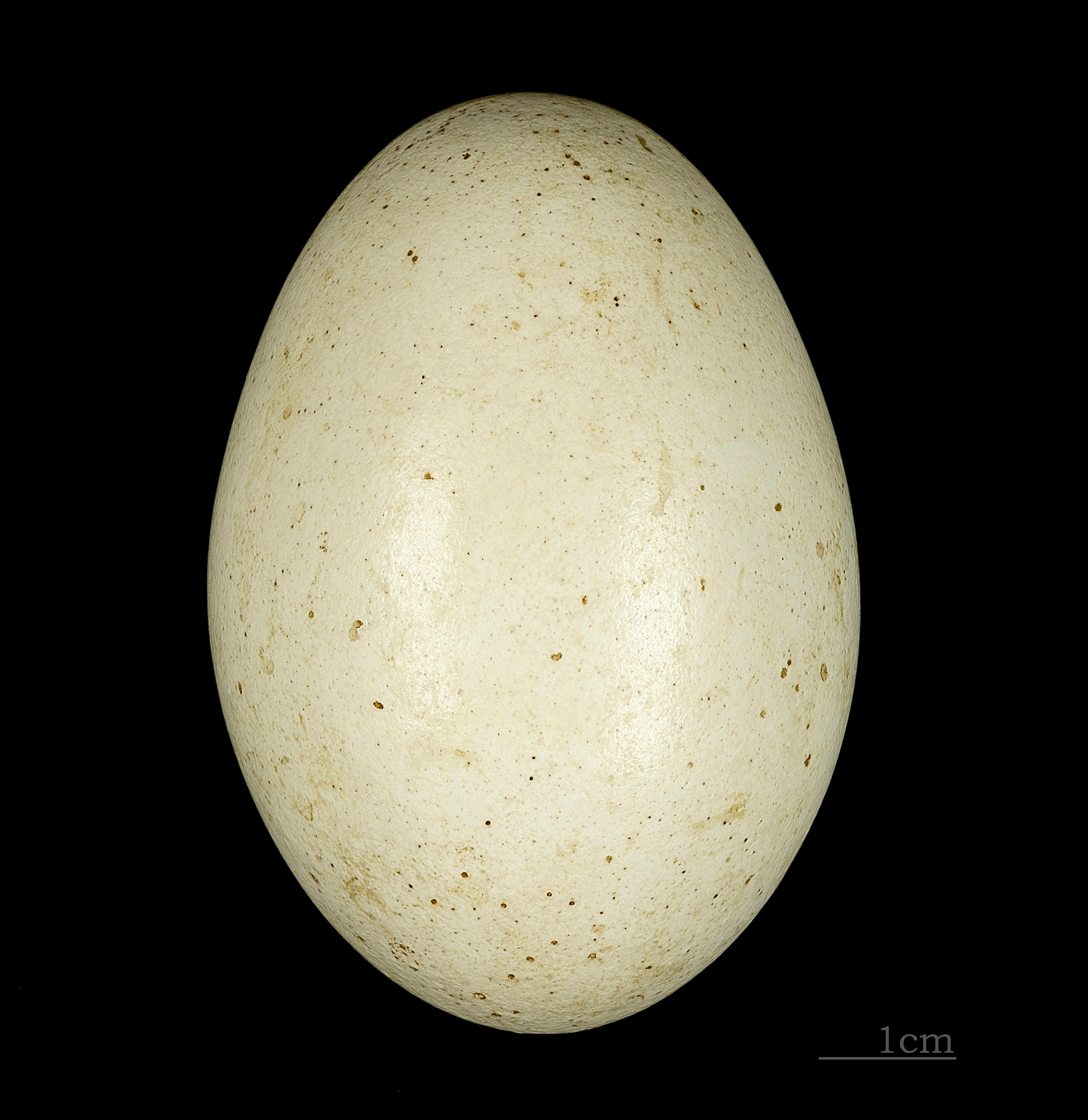
Bucorvus abyssinicus

Mỏ sừng đất Abyssinia (danh pháp hai phần: Bucorvus abyssinicus) là một loài chim trong họ Bucorvidae.